# As Your Mind Flies By
As Your Mind Flies By is het tweede studioalbum van Rare Bird. Het album is in juni en juli 1970 opgenomen in de Trident Studio te Londen. Het geluid van de band is een voortzetting van de muzikale koers die de band met het album Rare Bird had ingezet. Kant twee van de oorspronkelijke langspeelplaat werd in beslag genomen door een suite dan wel liederencyclus, waarin een citaat van Maurice Ravels Bolero. De band had de eerste personeelswisselingen reeds achter de rug.

## Musici
- Graham Field – toetsinstrumenten
- David Kaffinetti – toetsinstrumenten
- Steve Gould – zang, basgitaar
- Mark Ashton – slagwerk, zang

## Muziek
| Nr. | Titel                                                                     | Duur  |
| --- | ------------------------------------------------------------------------- | ----- |
| 1.  | What you want to know                                                     | 5:59  |
| 2.  | Down on the floor                                                         | 2:41  |
| 3.  | Hammerhead                                                                | 3:31  |
| 4.  | I’m thinking                                                              | 5:40  |
| 5.  | Flight (1.As your mind flies by; 2.Vacuum; 3.New Yorker; 4. Central Park) | 19:39 |

In 2007 volgde een heruitgave op Esoteric Recordings met de extra tracks: What you want to know (mono-singleversie), Hammerhead (singleversie) en Red Man (opname uit 1971 Central Studio). Red man werd ingespeeld door Steve Gould, David Kaffinetti, Andy Curtis (gitaar) en Paul Kelly (drums).